# تسلسل خطي
في المجال الرياضي لـ نظرية الترتيب، يكون التسلسل (الاكتناز المترابط) أو التسلسل الخطي (الاكتناز المترابط الخطي) تعميمًا للخط الحقيقي (مجموعة الأعداد الحقيقية).
ورسميًا، فإن التسلسل الخطي عبارة عن مجموعة مرتبة خطيًا تسمى S مكونة من أكثر من عنصر واحد، والتي تكون مرتبة بكثافة، أي أنه يوجد بين كل طرفين طرف آخر، والذي "يفتقر إلى الفراغات"، بمعنى أن كل مجموعة فرعية غير خالية بها حد أعلى يوجد بها أصغر حد علوي. وبشكل أكثر رمزية:
أ) S تتمتع بوجود خاصية أصغر حد علوي
ب) لكل x في S وكل y في S به x < y، يوجد z في S بحيث إن x < z < y
إن المجموعة تتضمن خاصية أصغر حد علوي، حال كانت كل مجموعة فرعية غير خالية من المجموعة التي تحدها من الأعلى يوجد بها أصغر حد علوي. وتتمتع التسلسلات الخطية بأهمية خاصة في مجال الطوبولوجيا، حيث يمكن استخدامها للتحقق مما إذا كان المجموعة المرتبة الممنوحة للترتيب الطوبولوجي متصلة أم لا.

## أمثلة
- تعد مجموعة الأعداد الحقيقيةالمرتبة، R، من خلال ترتيبها المعتاد تسلسلاً خطيًا، وهي النموذج الأصلي. وبالتالي، تكون خاصية ب) بسيطة، وخاصية أ) ببساطة هي إعادة صياغة لـ مسلمة الكمال.

أمثلة إلى جانب الأعداد الحقيقية:
- المجموعات التي تكون مرتبة ترتيبًا تماثليًا لمجموعة الأعداد الحقيقية، على سبيل المثال؛ المجال الحقيقي المفتوح، وكذلك الفراغات نصف المفتوحة (ينبغي ملاحظة أن هذه ليست فراغات بالمعنى المذكور أعلاه)
- نظام الأرقام الحقيقية الممتدة الترابط والمجموعات المرتبة ترتيبًا تماثليًا، على سبيل المثال فترة الوحدة
- تتم إضافة مجموعة الأعداد الحقيقية ذات +∞ فقط أو -∞ فقط، والمجموعات المرتبة ترتيبًا تماثليًا، على سبيل المثال المجال نصف المفتوح
- الخط طويل المدى
- إن مجموعة I × I (حيث يشير × إلى الجداء الديكارتي وI = [0، 1]) في الترتيب المعجمي التخطيطي تكون تسلسلاً خطيًا. الخاصية ب) تكون بسيطة. للتحقق من الخاصية أ)، قُمنا بتحديد تخطيط، π1 : I × I → I من خلال:

π1 (x, y) = x
وهذا التخطيط يعرف باسم تخطيط الإسقاط. ويكون تخطيط الإسقاط مستمرًا (فيما يتعلق بطوبولوجيا الناتج على I × I) ويعتبر شاملاً. افترض أن A مجموعة فرعية غير خالية لـ I × I، والتي تحدها من الأعلى. وافترض أن π1(A). وبما أن A تم تحديده من الأعلى، فإن π1(A) يجب أيضًا تحديده من أعلى. وبما أن π1(A) هو مجموعة فرعية لـ I، فإنه يجب أن يتضمن أصغر حد علوي (حيث إن I لديها خاصية أصغر حد علوي). وبالتالي، ربما نفترض أن b هي أصغر حد علوي لـ π1(A). إذا كانت b تنتمي إلى π1(A)، عندئذٍ فإن b × I ستتقاطع مع A في، على سبيل المثال، b × c لبعض c ∈ I. لاحظ أنه بما أن b × I يوجد به نوع الترتيب ذاته لـ I، فسيوجد بالفعل لدى المجموعة (b × I) ∩ A أصغر حد علوي b × c'، والذي يكون أصغر حد علوي مرغوبًا فيه لـ A.
إذا كان b لا ينتمي إلى π1(A)، فعندئذٍ يكون b × 0 أصغر حد علوي لـ A، إذ أنه في حالة كان d < b وd × e حدًا علويًا لـ A، فعندئذٍ فإن d سيكون حدًا علويًا لـ π1 (A) أصغر من b، وهو ما يتعارض مع خاصية b الفريدة.

## نماذج لا تعتبر أمثلة
- إن مجموعة الأعداد الجذرية لا تعد تسلسلًا خطيًا. وعلى الرغم من أن خاصية ب) تكون مستوفية الشروط، فإن خاصية أ) لا تكون كذلك. لاحظ المجموعة الفرعية:

A = { x | x < &radic;2 }
من مجموعة الأعداد الجذرية. وبرغم ذلك، يتم تحديد هذه المجموعة من الأعلى بواسطة أي عدد جذري أكبر من &radic;2 (على سبيل المثال؛ 3)، ولا يكون بها أصغر حد علوي في الأعداد الجذرية.
- إن مجموعة الأعداد الصحيحة غير السالبة بترتيبها المعتاد لا تعتبر تسلسلًا خطيًا. تكون خاصية أ) مستوفية الشروط (افترض أن A مجموعة فرعية من مجموعة الأعداد الصحيحة غير السالبة التي تحدها من الأعلى. عندئذٍ، فإن A تكون منتهية وبالتالي يوجد بها أقصى عدد. ويكون هذا العدد الأقصى أصغر حد علوي مطلوب لـ A). ومن ناحية أخرى، فإن الخاصية ب) ليست كذلك. وفي الواقع، يكون 5 عددًا صحيحًا موجبًا وكذلك 6، ولكن لا يوجد عدد صحيح موجب يقع بين العددين.
- المجموعة المرتبة A المكونة من أعداد حقيقية غير صفرية:

A = (-∞, 0) ∪ (0, +∞)
لا يعتبر تسلسلًا خطيًا. الخاصية ب) تكون مستوفية الشروط. ومع ذلك، إذا كانت B مجموعة من الأرقام الحقيقية السالبة:
B = (-∞, 0)
عندئذٍ، تكون B مجموعة فرعية لـ A ويتم حدها من الأعلى (بواسطة أي عنصر لـ A أكبر من 0؛ على سبيل المثال 61)، ولا يوجد بها أصغر حد علوي في B. لاحظ أن 0 لا يعتبر حدًا لـ B بما أن 0 ليس عنصرًا لـ A.
- افترض أن Z- تدل على مجموعة الأعداد الصحيحة السالبة وA = (0,5) ∪ (5,+∞). افترض أن:

S = Z- ∪ A
عندئذٍ، فإن S لا تستوفي شروط خاصية أ) ولا خاصية ب). والإثبات يكون مماثلًا للأمثلة السابقة.

## خصائص طوبولوجية
على الرغم من أن التسلسلات الخطية مهمة في دراسة المجموعات المرتبة، فإنها تتضمن تطبيقات في حقل الطوبولوجيا الرياضي. وفي الحقيقة، سنثبت أن المجموعة المرتبة في الترتيب الطوبولوجي هي متصلة إذا كانت تسلسلًا خطيًا فقط (الرجاء ملاحظة الجزء الخاص بـ "الشرطية"). وسنثبت دليلًا واحدًا، ونترك الباقي كتمرين. (أوضح مونكريز الجزء الثاني من الإثبات )
نظرية رياضية
افترض أن X عبارة عن مجموعة مرتبة في الترتيب الطوبولوجي. وإذا كانت X متصلة، عندئذٍ، تكون X تسلسلًا خطيًا.
إثبات:
افترض أن x توجد ضمن X و y توجد ضمن X، حيث x < y. فإذا كان لا يوجد z في X، بحيث إن x < z < y، فلاحظ المجموعات:
A = (-∞, y)
B = (x, +∞)
تكون هذه المجموعات منفصلة (إذا كانت a موجودة في A, a < y وبذلك إذا كانت a موجودة في B, a > x وa < y والتي تصبح مستحيلة حسب الفرضية)، وغير خالية (x توجد في A و y توجد فيB) ومفتوحة (في الترتيب الطوبولوجي) ووحدتها هي X. وهذا يتعارض مع ترابط X.
والآن نحن بصدد إثبات خاصية أصغر حد علوي. إذا كانت C مجموعة X فرعية تحدها من الأعلى ولا يوجد بها أصغر حد علوي، فافترض أن D نقطة ترابط جميع الخطوط المفتوحة للشكل (b, +∞)، حيث تكون b حد C العلوي. وعندئذٍ تكون D مفتوحة (بما أنها نقطة ترابط المجموعات المفتوحة)، ومغلقة (إذا كانت 'a' غير موجودة في D، عندئذ فإن a < b تكون لكل حدود b العلوية الخاصة بـ C، وبالتالي يمكننا اختيار q > a، حيث إن q توجد في C (إذا كانت لا توجد q، تكون a هي أصغر حد علوي لـ a، ومن ثم ربما يتم اختيار المجال المفتوح الذي يحتوي على a ولا يتقاطع مع النقطة D). وبما أن D غير خالية (يوجد أكثر من حد علوي لـ D حال وجود حد s العلوي، ستكون s هي أصغر حد علوي. وإذا كان b1 وb2 هما حدان علويان لـ D بـ b1 < b2، إذن b2 ستنتمي إلى D)،وستشكل D مجموعة منفصلة على X. إلا أن هذا يتناقض مع ترابط X.

### تطبيقات على النظرية الرياضية
1. لاحظ أنه بما أن المجموعة المرتبة:
A = (-∞, 0) U (0,+∞)
ليست تسلسلًا خطيًا، فهي منفصلة.
2. ومن خلال تطبيق النظرية المثبتة أعلاه، يترتب عليها اعتبار أن R فضاء متصل. وفي الحقيقة أي مجال (أو خط) في R يكون متصلًا أيضًا.
3. لاحظ كيف لا تعتبر الأعداد الصحيحة تسلسلًا خطيًا، وبالتالي يتعذر ربطها.
4. وفي الواقع، إذا كانت هناك مجموعة مرتبة في الترتيب الطوبولوجي تعد تسلسلًا خطيًا، فيجب أن تكون متصلة. وبما أن أي مجال في هذه المجموعة هو أيضًا تسلسل خطي، يترتب على ذلك أن هذا الفضاء يكون متصلاً محليًا نظرًا لأن له أساس يتألف بالكامل من مجموعات متصلة.
5. للحصول على مثال مثير للفضاء الطوبولوجي الذي يكون تسلسلًا خطيًا، انظر الخط الطويل المدي.